# قصعين لازوردي
قصعين أزرق (الاسم العلمي: Salvia azurea) هو نوع نباتي يتبع جنس القصعين من فصيلة الشفوية.